# Abissinia (film)
Abissinia è un film del 1993 diretto da Francesco Ranieri Martinotti.
Fu presentato nella Settimana internazionale della critica del 46º Festival di Cannes.

## Trama
Antonio è un giovane cameriere di un grosso ristorante di Riccione. Un giorno un tavolo di turisti decide di "ricominciare da capo", ma Antonio, redarguito dal proprietario per la sua lentezza, si rifiuta di servirgli un piatto di spaghetti, insudicia il muro con essi e scappa con l'incasso: inseguito in auto, poi è raggiunto e malmenato quindi il denaro viene recuperato. Il tutto accade davanti al "Titano", un ristorante che sorge in una zona isolata di Riccione (il quartiere Abissinia) e il cui proprietario, Enzo Pagnini, offre un lavoro, sempre come cameriere, ad Antonio. Qui, quest'ultimo, fa la conoscenza di altre tre personalità alquanto bizzarre: Armida (la cuoca), Marco (il lavapiatti) e Francesca (la sensuale cantante del locale). Da quel momento inizierà a svilupparsi un multiforme reticolo di intrighi tra i vari personaggi.
Enzo sceglie Antonio, che rimane tutto il mese nonostante i sospetti derivati dalla penuria di clienti, come involontario strumento per portare a termine il proprio piano, ossia quello di disfarsi della coniuge e del relativo amante e di riscuotere i soldi dell'assicurazione. Antonio finirà per morire, arso vivo da Enzo, e con l'accusa di avere incendiato il locale e ucciso la moglie dello stesso proprietario.

## Premi e riconoscimenti
- David di Donatello 1994: miglior regista esordiente